# Hedysarum korshinskyanum
Hedysarum korshinskyanum är en ärtväxtart som beskrevs av Boris Fedtjenko. Hedysarum korshinskyanum ingår i släktet buskväpplingar, och familjen ärtväxter. Inga underarter finns listade i Catalogue of Life.